# Maszaik
A maszaik  vagy maszájok  Kelet-Afrika egy etnikai csoportja, akik Kenya déli síkságain és Tanzánia északi részén őshonosak. Annak ellenére, hogy viszonylag kis népességű csoport, talán az egyik legismertebb etnikum Kelet-Afrikában, a megmaradt félnomád életmódjuk, a feltűnő öltözékük és szokásaik és a lakóhelyük a nemzeti parkokhoz való közelsége miatt.

## Demográfia

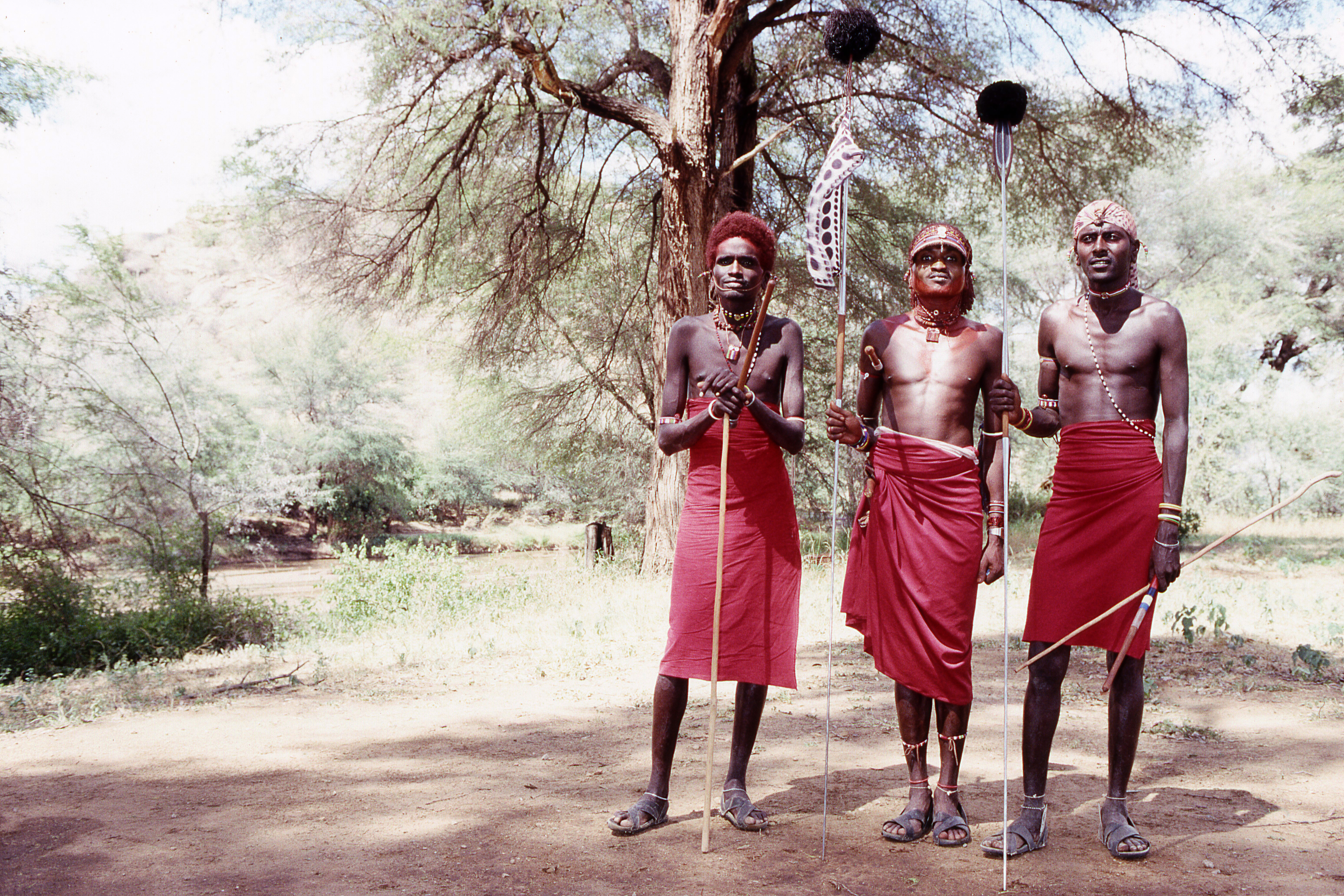
Maszai férfiak

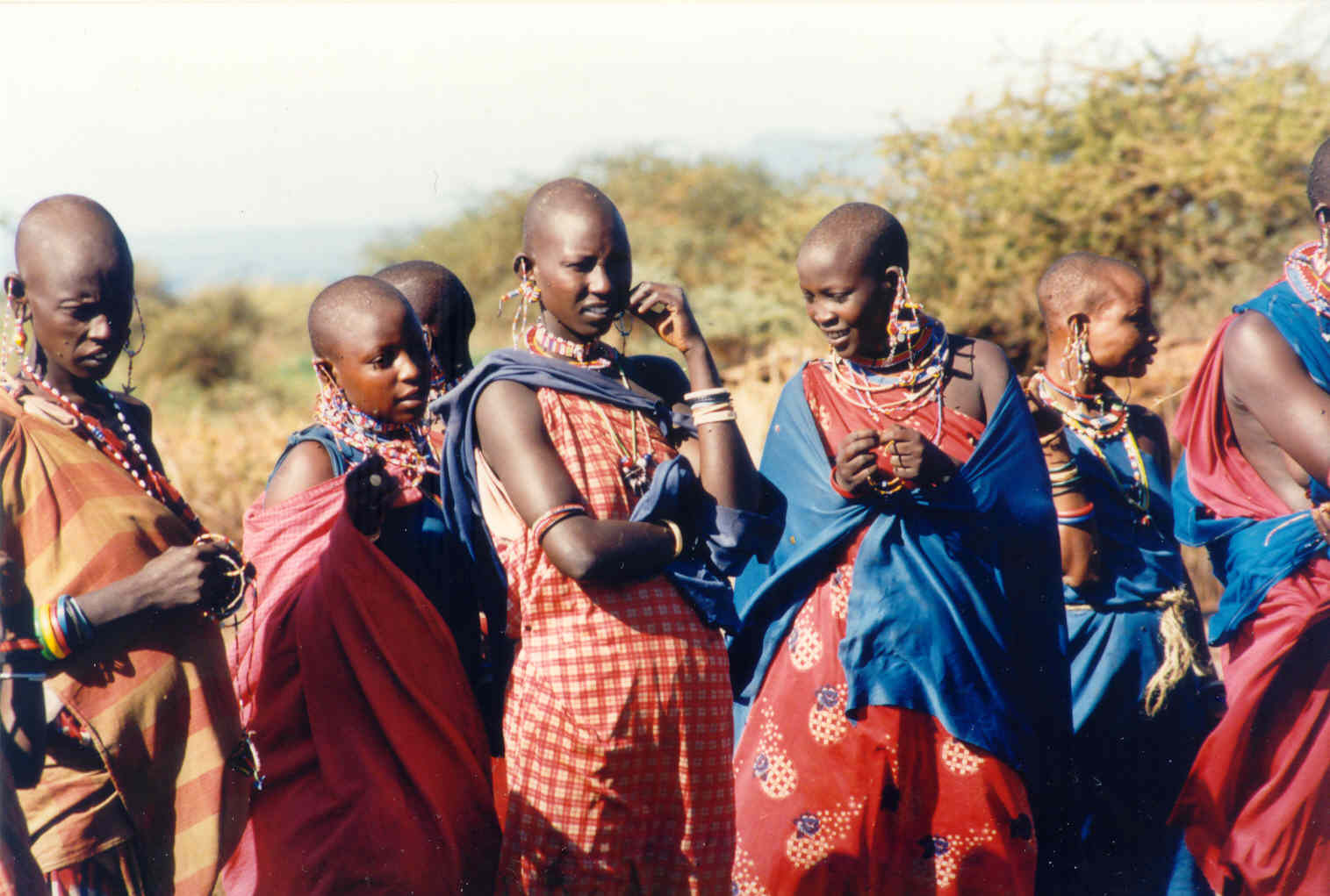
Maszai lányok Kenyában

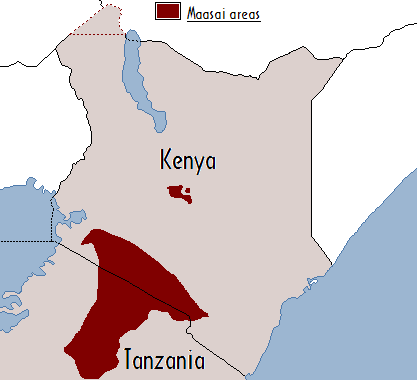
A maszaik fő élőterülete

Kelet-Afrikában mintegy 1–1,5 millió maszai él. A tényleges szám nagyon bizonytalan. A népszámlálásokban Kenyában sokan nem adják meg az etnikai hovatartozásukat a diszkrimináció miatt, Tanzániában pedig az etnikai származás nem szerepel a népszámlálásokban. A maszaik többsége (kb. 850–950 ezer fő) Kenya területén él.
Etnikai csoportjuk további 19 alcsoportra osztható fel.

## Származásuk és nyelvük
Saját hitük szerint Afrika Endigirr ee Kerio nevű északi vidékéről jöttek, amely Kenya északi részén fekvő meredély. Valószínűleg fokozatosan húzódtak dél felé, valamivel 1400 előtt, mivel a Turkana-tó (egy időben: Rudolf-tó) környéke a klimatikus viszonyok megváltozása következtében elsivatagosodott. 
Őseik valószínűleg a mai Dél-Szudán vidékéről a 15. században vándoroltak el és a 17–18. században telepedtek le Kelet-Afrikában, a Serengeti-síkságon. Léteztek olyan elméletek, miszerint nem is Szudán, hanem Egyiptom lenne a maszájok ősi területe, s Szudán csak egy köztes állomás volt a nép vándorlásának történetében, ahová még az ókorban vándorolhattak ki. Az elméletek az eszközeiket próbálták rokonítani az Egyiptomban használt tárgyakkal. A genetikai kutatások azóta cáfolták az egyiptomi származás lehetőségét (illetve más, legendákra épülő hipotéziseket), s kimutatták, hogy a maszájok valóban a Nílus dél-szudáni folyásterületén élő népekkel rokonok. A 19. században éhínség és betegségek tizedelték őket. A keresztény maszaik szerint ők a bibliai Júda egyik törzse.
Nyelvük a Nílus-szaharai nyelvcsaládhoz tartozik, bár a szétszórtság miatt nem kifejezetten egységes, és négy regionális nyelvváltozatra oszlik. A maszájok nyelve a szamburukéhoz áll közel. Sokan közülük beszélnek angolul és szuahéli nyelven.
A mai Kenya és Tanzánia sok helyneve, mint Nairobi, Nanyuki, Arusha, Narok, Nakuru maszáj eredetű.

## Életmódjuk és jellemzőik
A maszaik sohasem keveredtek más népekkel és szigorúan megőrizték törzsi-katonai szervezetüket. Egykoron harcias néptörzs voltak, akik rettegésben tartották a szomszédos törzseket. Amikor az arab rabszolga-kereskedők egyre mélyebben hatoltak Afrika belsejébe, köztük az a szólás járta: "csak maszájjal, oroszlánnal és elefánttal ne találkozzunk!"
A férfiak magas növésűek és büszke emberek. Öltözetük sokszor egyetlen színes vászon, hajukat birkafaggyúval és vörös agyaggal frizurába gyúrják. 
Lenézik a földművelést és tabu tiltja náluk, hogy "átdöfjék", felássák, megműveljék a föld testét. Halottaikat is a szabad ég alatt hagyják a dögevők prédájául. 
A szarvasmarha áll a létfenntartásuk és szokásaik középpontjában. Dárdával vagy nyíllal megkarcolják a tehenek nyaki ütőerét, s a kibuggyanó vért tehéntejjel keverik. Ez a táplálékuk része. További ételeik túróból, sajtból, vad gyümölcsökből állnak. Húst ritkán esznek. A férfiak feladata az állatok legeltetése, a vízszükségletük biztosítása, a ragadozók elleni védelme és egyben a törzs védelme. Csak addig maradnak egy helyen, míg állataiknak megfelelő legelőt találnak. A szarvasmarhákon kívül néhány kecskét, juhot és szamarat tartanak. Utóbbiakat a vándorláshoz szükséges hurcolkodáshoz. Egyszerű szállásaik összhangban vannak a környezettel. Hajlékony, vékony botokból épülnek fel a kunyhóik, amelyet agyaggal betapasztják a záporok elleni védelmül. 
A fiúk 14-15 éves koruk körül válnak moránná, vagyis harcossá, ekkor szertartásosan körülmetélik őket, majd saját állattartó tábort építenek maguknak, ahol egyedül élnek akár több évet is, mielőtt visszatérnének a többiekhez, hogy megnősüljenek. A nők öltözeteikben és ékszereikben az élénk színeket kedvelik. Megjelenésükben a maszai alcsoportokban eltérés van. Sokan közülük kopaszak, hajukat leborotválják. Ismertek gyöngynyakékeikről és hatalmas fülbevalóikról. Karjukat fémspirál díszíti. Az asszonyok feladata a gyermeknevelés, a szállásépítés és az élelemgyűjtés.
Napjainkban sok maszai az idegenforgalomban próbál megélni. Elszegődik túravezetőnek vagy a szafaritáborok biztonsági őrének. Sokan közülük beköltöznek a városokba és az óceánparti üdülőhelyekre, hogy munkát találjanak.